# 杰奎琳·肯尼迪·奥纳西斯
杰奎琳·李·“杰基”·肯尼迪·奥纳西斯（英語：Jacqueline Lee "Jackie" Kennedy Onassis，1929年7月28日—1994年5月19日），原姓布维尔（英語：Bouvier），美国第35任总统約翰·肯尼迪的夫人，自1961年至1963年美国的第一夫人。

## 早期生涯
杰奎琳·李·布维尔出生于纽约州南安普敦鎮的南安普敦醫院，父亲约翰·沃努·布维尔三世是一个证券经紀人，具有四分之一法国血统，其余的为爱尔兰血统，是一个花花公子。母亲杰奈特·诺顿·李来自马里兰州，祖先也是爱尔兰移民。她的妹妹卡羅琳在1933年出生。杰奎琳从小就喜欢在外祖父的农场中骑马，骑马成为她终生的爱好，并且为此得过许多奖项。此外她还喜好读书、绘画、写诗。
1944年-1947年杰奎琳在波特小姐学校（Miss Porter's School）就读，1947年－1948年在瓦萨尔学院就读，1949年曾去法国巴黎大学学习，1951年毕业于乔治华盛顿大学，学习绘画，获得艺术学位。
杰奎琳的第一个工作是为《华盛顿先驱时报》担任摄影记者，在华盛顿特区周围进行人物专访并为他们摄影，为此她邂逅了当时一颗政坛新星—民主党马萨诸塞州参议员肯尼迪。

## 与约翰·F·肯尼迪的婚姻

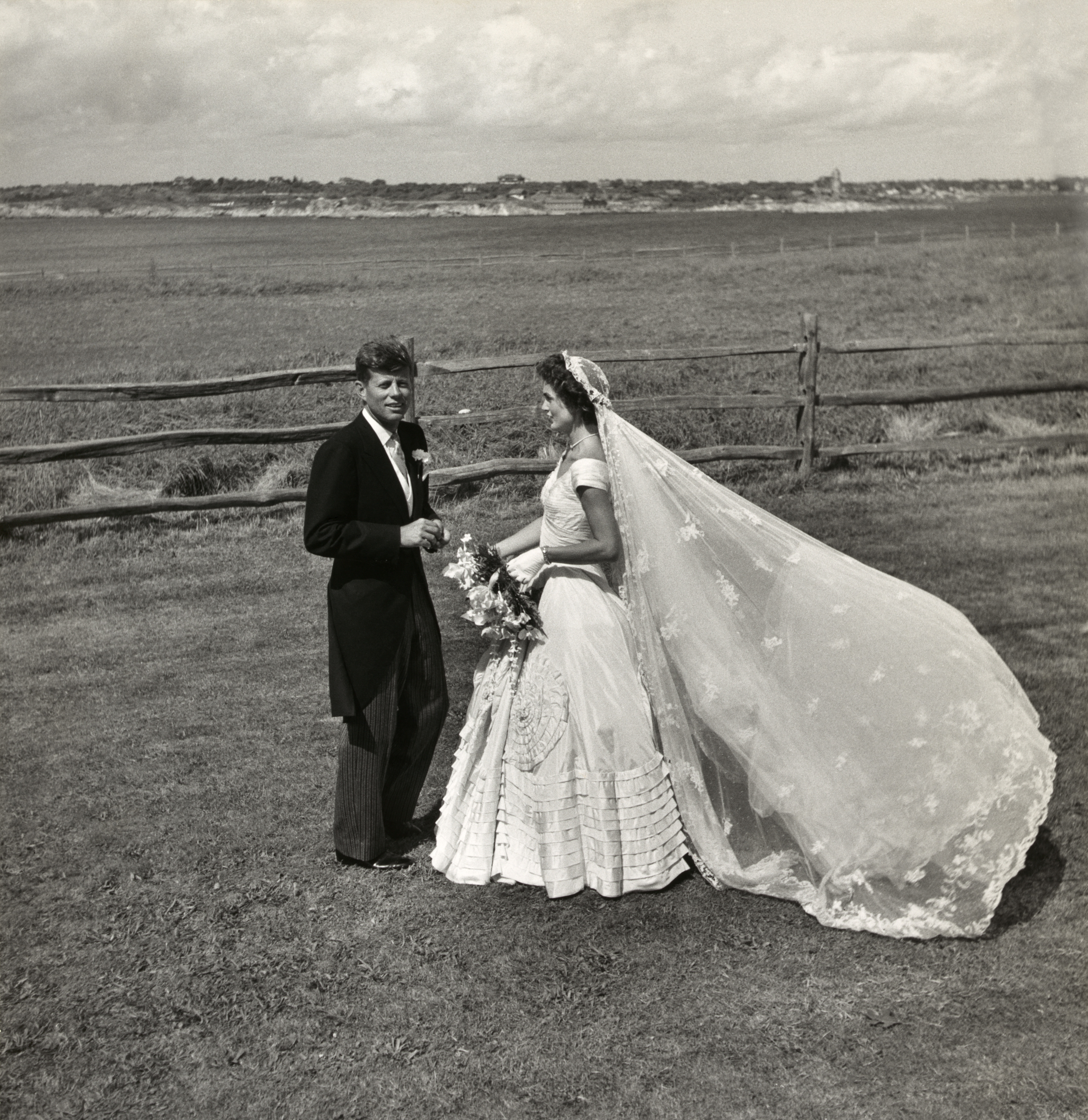
1953年9月12日，参议员约翰·F·肯尼迪与杰奎琳·肯尼迪的婚礼

杰奎琳与联邦众议员约翰·F·肯尼迪于1952年5月在记者查尔斯·L·巴特利特举办的晚宴上相识。她被肯尼迪的外貌、机智和财富所吸引。两人都信仰天主教，喜欢写作与阅读，且曾在海外生活，兴趣颇多相投。当时肯尼迪正忙于竞选马萨诸塞州联邦参议员，选后两人感情加深，他向她求婚。布维耶因受派前往伦敦为《华盛顿时报-先驱报》报道伊丽莎白二世加冕仪式，未立即答应。
她在欧洲旅行一个月后返回美国，并接受了肯尼迪的求婚，随后辞去了报社的工作。两人的订婚于1953年6月25日正式公布，当时她24岁，肯尼迪36岁。
布维耶与肯尼迪于1953年9月12日在罗得岛纽波特的圣玛丽教堂举行弥撒式婚礼，由波士顿天主教总教区总主教理查德·卡欣主礼。此婚礼被视为当季最重要的社交事件之一，仪式有约700人出席，之后在汉默史密斯庄园举行的招待会有1200人参加。她的婚纱由纽约设计师安·洛伊设计，现收藏于肯尼迪总统图书馆。伴娘礼服亦由洛伊设计，但杰奎琳未公开致谢她。

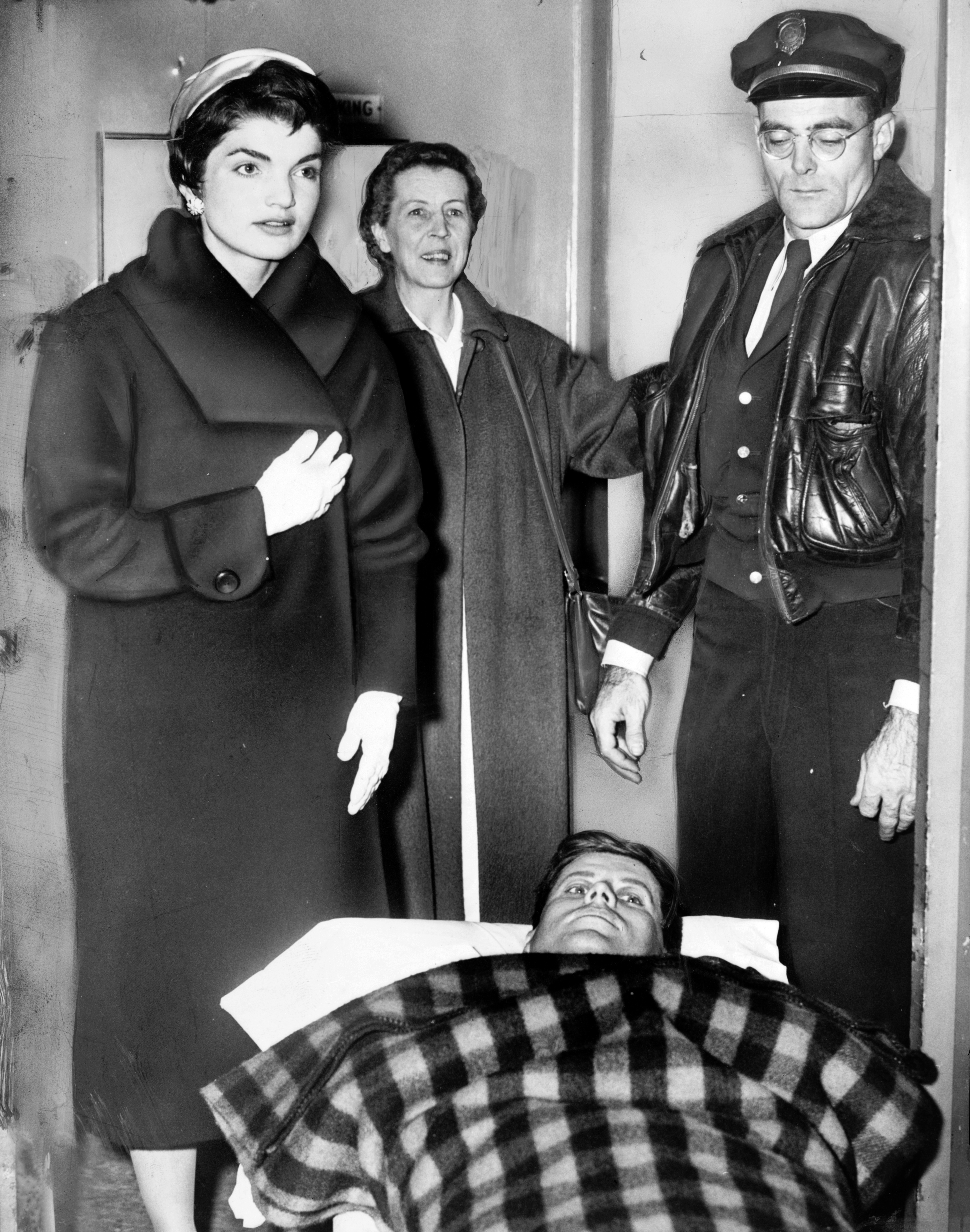
1954年12月约翰脊椎手术后的肯尼迪夫妇

新婚夫妇前往墨西哥阿卡普尔科度蜜月，之后在弗吉尼亚州麦克林的希科里山庄定居，那里是华盛顿哥伦比亚特区的郊区。杰奎琳与公婆小约瑟夫·P·肯尼迪及罗丝·肯尼迪建立了良好关系。然而婚后初期夫妻俩面临诸多困境：约翰患有阿狄森病和因战伤导致的慢性背痛，1954年底接受了几近致命的脊椎手术。杰奎琳则在1955年流产，并于1956年8月产下死胎女儿阿拉贝拉。随后，他们将“希科里山庄”出售给约翰之弟小罗伯特·F·肯尼迪，由其与妻子埃塞尔·肯尼迪及子女居住。肯尼迪夫妇则在乔治城的N街购置联排住宅作为新居。他们亦在波士顿的博登街122号居住，此为约翰国会任期内在马萨诸塞州的常驻住所。
1957年11月27日，杰奎琳生下女儿卡罗琳·肯尼迪。当时她与丈夫正巡回马萨诸塞州，为约翰角逐1958年参议员连任选举拉票，并与婴儿女儿一同登上1958年4月21日的《生活》杂志封面。 他们亦尝试通过一同出行拉票来改善婚姻前五年长期分离的状态。约翰很快意识到妻子的存在对选情大有帮助。肯尼斯·奥唐纳回忆道，“她在时人群会多一倍”，也称她“总是开朗亲切”。而约翰的母亲罗斯则认为杰奎琳“并非天生的竞选者”，因其羞怯，不适应聚光灯。1958年11月，约翰成功连任参议员，他称杰奎琳的广告与助选“极其宝贵”，并评价她“无可取代”。
1959年7月，历史学家阿瑟·施莱辛格访问海恩尼斯港的肯尼迪庄园，首次与杰奎琳交谈，形容她“极具洞察力，观察细致，判断犀利”。当年约翰巡游14州，而杰奎琳则多次暂停随行，以陪伴女儿卡罗琳。她亦建议丈夫改善衣着，为来年总统竞选做准备。她尤其前往路易斯安那州拜访埃德蒙·雷吉，协助丈夫在当地争取支持。

## 第一夫人生涯

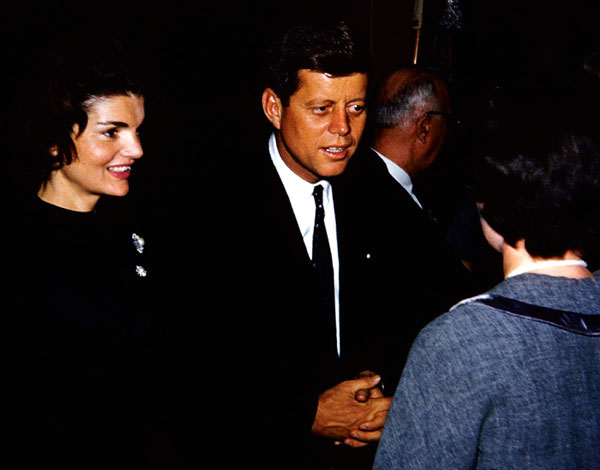
1960年3月的总统夫妇

1960年肯尼迪以些微的票數击败尼克松成为美国第35届总统。1961年杰奎琳成为美国历史上第三年轻的第一夫人。她也曾为竞选出力，甚至向杂货铺老板们讲解议会的组成。在西弗吉尼亚州访问时她受到强烈的震撼，以前她从没有见过如此贫穷的现象，后来在白宫装修需要订货时，她曾经建议购买贫穷地方公司的产品以帮助这些地方。
她不喜欢“第一夫人”这个称號，认为像给马取的名字，虽然她生活中的所有细节都会暴露在媒体和公众的眼光之下，她希望保护孩子们能过正常人的生活，她不允许对孩子们拍照曝光，但当她外出时，肯尼迪会让白宫的摄影师为他们拍照。
杰奎琳会说流利的法语、西班牙语和意大利语，她喜好法国风格的食品和时装，在安排白宫国宴时经常选用法国烹饪，但作为第一夫人穿着法国时装她又怕被人批评不爱国，因此叫美国的服装师模仿法国的风格为她设计制作服装，她已经成为国内和国际的时尚偶像。在访问法国期间，她和戴高乐用法语对话，受到法国人的热情欢迎。

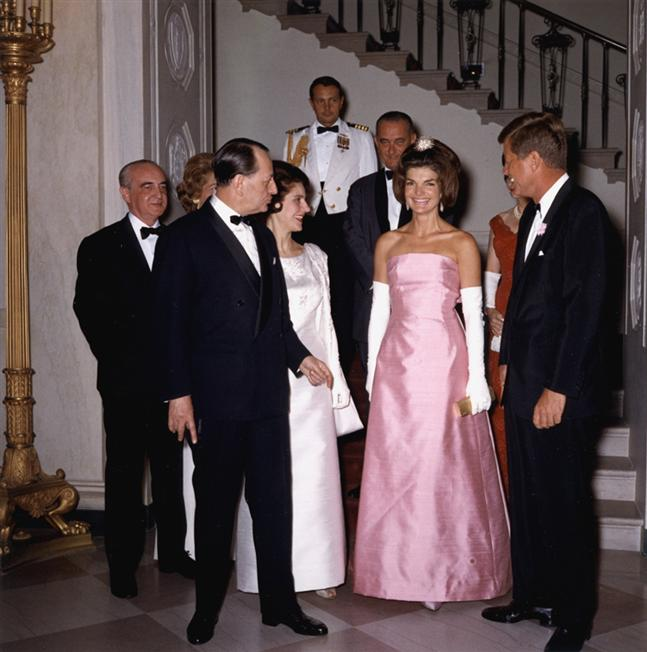
1962年5月晚上，肯尼迪夫人、總統肯尼迪、安德烈·馬爾羅、馬爾羅太太玛丽-玛德莲（Marie-Madeleine Lioux）、林登·約翰遜和夫人小瓢蟲·約翰遜在去與法國文化部長吃飯途中，剛剛走下白宮隆重樓梯。杰奎琳的晚禮服由法國時裝名牌迪奧設計。

杰奎琳做的第一件重大工作是恢复白宫内部的本来模样，在由准备退位的艾森豪威尔总统夫人带领她巡视白宫时，她就为其充斥着没有历史感的复制家具而感到沮丧。她认为白宫代表着国家，就应当恢复其历史形象。她要求组成一个美术委员会，着手进行这项工作，到处寻找古董家具和历史艺术作品，甚至亲自向曾经设计过白宫的人写信。完成恢复工作后，1962年2月14日她自己出面带领CBS的电视主持人拍摄专题参观巡游整个白宫的电视节目。
杰奎琳主持的许多社交活动使得总统夫妇成为国内文化界的焦点，在美国的历史上第一次对音乐、艺术和文化如此关注，杰奎琳的每次招待使得每位到白宫参加国宴的客人感到都是一个美好的夜晚。杰奎琳将原来的U形餐桌撤走，改成八人的圆桌。在维也纳美国总统和原苏联领导人赫鲁晓夫会谈中，杰奎琳和赫鲁晓夫的交谈给他留下深刻的印象，虽然总统谈判以失败告终，但赫鲁晓夫很欣赏美国总统夫人。基于上述原因，杰奎琳被认为是60年代美国妇女心目中公认的时尚引领者。

## 肯尼迪遇刺

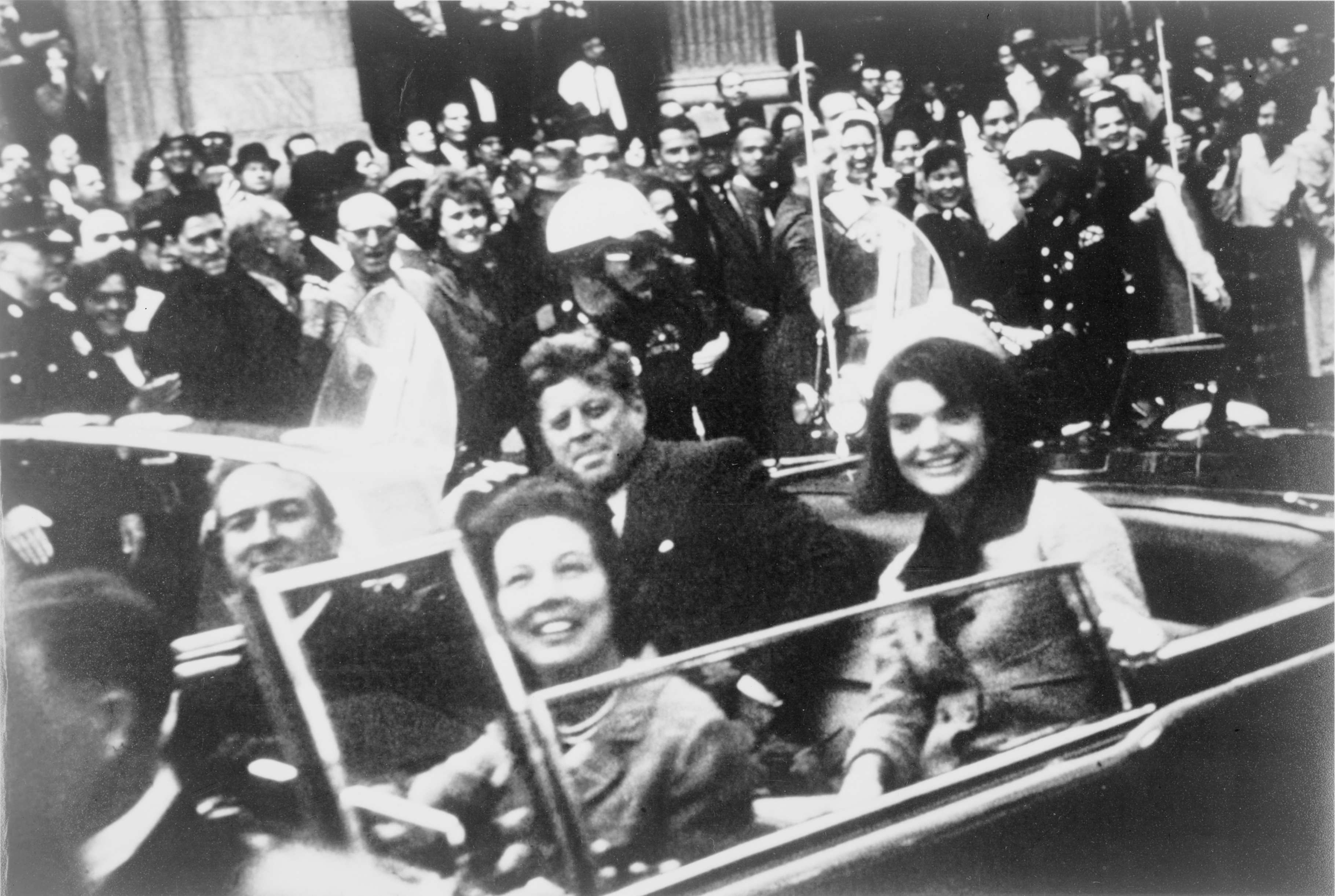
杰奎琳和约翰·肯尼迪在美國總統座車上，在刺杀发生仅几分钟前

1963年8月，她的小儿子派屈克去世，杰奎琳几乎再也没有在公众中露面。11月肯尼迪要求她和他一起去德克萨斯州协助竞选，1963年11月22日在达拉斯肯尼迪遇刺身亡时，在汽车中她坐在肯尼迪身旁。
杰奎琳随后表现出的勇气令全世界为她赞赏，她拉着两个孩子的手主持肯尼迪的葬礼，在国会大厦和女儿一起在灵柩前下跪，随着灵车从白宫一直步行走到圣马修斯教堂，最后在阿灵顿公墓点燃她丈夫墓前的常明火炬。《伦敦晚报》（London Evening Standard）称赞她：“杰奎琳·肯尼迪给了美国人……他们最缺少的一种东西——皇族的威仪（Majesty）”。
肯尼迪去世一个星期后，杰奎琳接受《生活》杂志（Life Magazine）记者的专访，她将肯尼迪在白宫的日子比喻为亚瑟王神秘的圆桌骑士们，说肯尼迪喜欢当时正在百老汇演出的音乐剧。她说“肯尼迪现在已经成为一个神话了，可是他宁愿还是一个男人”。
此后一年中她都没有再在公众中露面，她的女儿曾在学校中告诉老师，她妈妈终日以泪洗面。杰奎琳一度想死，但为了儿女还得坚持活着。
然而在2009年7月出版的传记一場情事（Bobby and Jackie: A Love Story），賈桂琳·甘迺迪實際上是一個充滿激情的女人。在書中有證人親眼目睹甘迺迪夫人和小叔羅伯特·弗朗西斯·甘迺迪眉來眼去。甘迺迪總統遇刺身亡的第二年（1964年）賈桂琳跟羅伯特·甘迺迪在棕櫚灘共度耶誕，不久又一起前往安提瓜島度假，當時羅伯特的妻子沒有同行。此外，書中還披露甘迺迪夫人和馬龍·白蘭度的情感糾纏。白蘭度承認與甘迺迪夫人1964年發生過兩夜「充滿激情的性關係」，在和白蘭度有過兩夜激情後，甘迺迪夫人失去了興趣，她選擇結束這段短暫的情事，並於1968年嫁予希臘船王歐納西斯。
在2014年即將由杰奎琳密友出版的新書中，更爆料杰奎琳曾和俄羅斯芭蕾舞王魯道夫·紐瑞耶夫有過一段情，而紐瑞耶夫還同時和小叔羅伯特、以及傑奎琳的親妹妹發展多角戀，三人關係錯綜複雜。

## 第二次婚姻

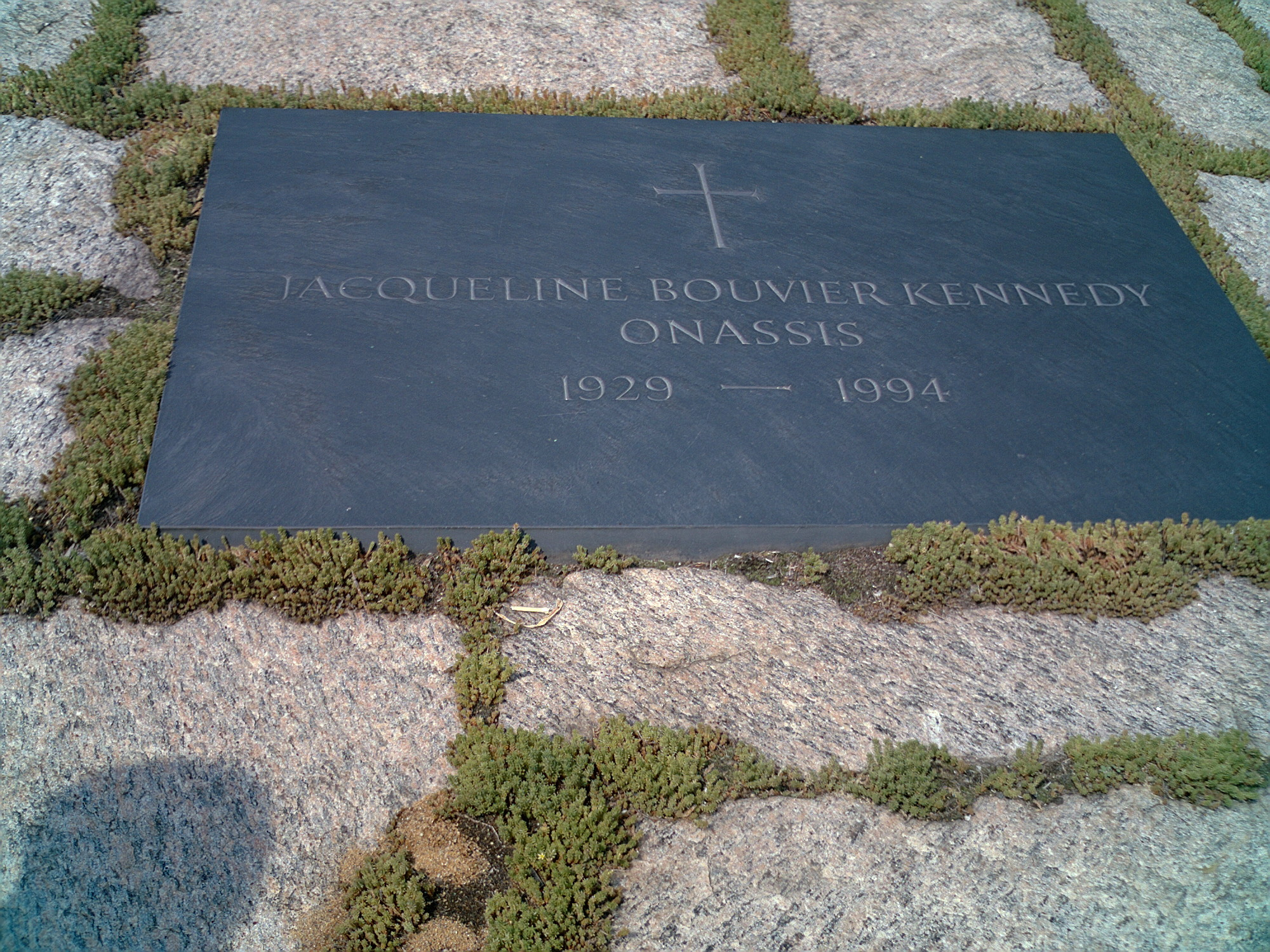
阿靈頓國家公墓的杰奎琳墓碑

1968年7月，肯尼迪的弟弟总统竞选人罗伯特·肯尼迪被暗杀，杰奎琳认为肯尼迪家族已经成为暗杀的目标，为了保护儿女，她决定离开美国，她于1968年10月20日嫁给了希腊船王亚里士多德·奥纳西斯，奥纳西斯有足够的金钱和势力可以保护她。为此奥纳西斯离开了他的情人歌剧演员玛利亚·卡拉斯，杰奎琳失去了美国当局对她进行保护的特权。
虽然他们结婚了，但婚后两人很少在一起，奥纳西斯和杰奎琳的儿女相处很融洽，但杰奎琳和奥纳西斯的女儿不和，因此她经常外出旅游和购物。1975年3月15日奥纳西斯临去世前填了一张离婚书，当时杰奎琳和她的孩子们正在纽约。根据婚前协议杰奎琳没有能得到奥纳西斯的遗产。他的女儿用3千5百万美元换取杰奎琳放弃全部遗产的声明。

## 晚年生活
此后杰奎琳一直生活在纽约，担任双日出版社（Doubleday and Company）编辑，和一位比利时裔的已婚钻石商人和企业家同居。20世纪60年代曾领导反对拆除纽约中央火车站，80年代领导反对在中央公园附近建设摩天大楼。
1994年她被诊断出患有淋巴腺癌，5月19日晚上23：15她在第五大道的公寓中去世，享壽64岁。
5月23日她的葬礼经由电视向全国转播，虽然她自己希望葬礼只是局限在亲属之间。她被安葬在阿灵顿公墓已故的丈夫肯尼迪身边，克林顿总统发表书面演讲，她的两个孩子为她献上鲜花，标志着美国一个时代的结束。

## 流行文化
因總統約翰·肯尼迪的關係，她的形象曾多次被搬上銀幕，但以她為主角的就比較少：
- ，由飾演
- 《王冠》第二季第八集，講述她與英國女王伊莉莎白二世之間的軼事。